# Éclat de l'Aube
Éclat de l'Aube (titre original : Dawnshard) est un roman de fantasy de Brandon Sanderson, paru en 2020 aux États-Unis puis en 2022 en français. C’est le deuxième hors-série d’une série prévue pour compter dix livres consacrés au monde de Roshar et intitulée Les Archives de Roshar.